# Alexandra Lazic
Alexandra Lazic, née le 24 septembre 1994 à Lenhovda, localité de Uppvidinge en Suède, est une volleyeuse internationale suédoise évoluant au poste de réceptionneuse-attaquante. 
Elle mesure 1,88 m et joue pour l'équipe de Suède depuis 2011.

## Biographie

### Carrière en club
Née en Suède de parents originaires de Serbie, elle commence la pratique du volley-ball accompagnée de sa sœur jumelle Rebecka. Jouant pour différents clubs locaux : le Svedala VBK (en catégories jeunes) et le RIG Falköping, elle se distingue avec ce dernier en terminant meilleure marqueuse du Championnat de Suède  lors de la saison 2011-2012 avant d'emprunter la voie du professionnalisme. 
À l'été 2012, alors âgées de 17 ans, les deux sœurs sont recrutées par le club français du RC Cannes. Alexandra Lazic y évoluera durant quatre saisons (deux pour sa sœur), remportant notamment le titre de championne de France à trois reprises, en 2013, 2014 et 2015 ainsi que trois Coupes de France, en 2013, 2014 et 2016. Lors de l'exercice 2016-2017, elle rejoint le club du Cannet où elle devient une des joueuses majeures et la capitaine de l'équipe. Elle termine la saison en étant élue meilleure réceptionneuse-attaquante de Ligue A avant de quitter la France et de s'engager pour le Voléro Zurich, club où elle joue durant une année et réalise le triplé Championnat-Coupe-Superoupe.
Au cours de la saison 2019-2020, elle est finaliste de la Coupe d'Allemagne avec l'Allianz MTV Stuttgart puis l'année suivante, termine deuxième du Championnat de Pologne avec le KS Developres Rzeszów.
En 2022, elle est recrutée par le club italien de Pérouse et découvre son 7e championnat européen.

### En sélection
Membre de l'équipe de Suède depuis 2011, elle remporte la Ligue d'argent européenne à deux reprises, en 2018 et 2022, dernière édition où elle est également élue meilleure joueuse par la CEV,.

## Clubs
| Club                  | De           | À            |
| --------------------- | ------------ | ------------ |
| RC Cannes             | 2012-2013    | 2015-2016    |
| Le Cannet             | 2016-2017    | 2016-2017    |
| VBC Voléro Zurich     | 2017-2018    | 2017-2018    |
| Nilüfer Belediye      | 2018-2019    | 2018-2019    |
| Allianz MTV Stuttgart | 2019-2020    | 2019-2020    |
| KS Developres Rzeszów | 2020-2021    | 2020-2021    |
| MKS Radomka Radom     | 2021-2022    | 2021-2022    |
| WP Pérouse Volley     | 2022-2023    | 2022-2023    |
| AV Florence           | 2023-2024    | 2023-2024    |
| Cuneo Granda Volley   | 2024-2025    | janvier 2025 |
| UYBA Busto Arsizio    | janvier 2025 |              |

## Palmarès
| Suède                                               |
| --------------------------------------------------- |
| - Ligue d'argent européenne (2) : - : 2018 et 2022. |

| France | Suisse | Allemagne                                                                               | Pologne                                        |
| --- | --- | --------------------------------------------------------------------------------------- | ---------------------------------------------- |
| - Championnat de France (3) : - Vainqueur : 2013, 2014 et 2015. - Finaliste : 2016 et 2017. - Coupe de France (3) : - Vainqueur : 2013, 2014 et 2016. - Finaliste : 2015. - Supercoupe de France : - Finaliste : 2015. | - Championnat du monde : - 3e place : 2017. - Championnat de Suisse (1) : - Vainqueur : 2018. - Coupe de Suisse (1) : - Vainqueur : 2018. - Superoupe de Suisse (1) : - Vainqueur : 2017. | - Coupe d'Allemagne : - Finaliste : 2020. - Superoupe d'Allemagne : - Finaliste : 2019. | - Championnat de Pologne : - Finaliste : 2021. |

### Distinctions individuelles

#### en sélection
- Ligue d'argent européenne 2022 — Meilleure joueuse.

#### en club
- 2011-2012 : Championnat de Suède — Meilleure marqueuse.
- 2016-2017 : Championnat de France — Meilleure réceptionneuse-attaquante.